# بيل لانسداون
بيل لانسداون (بالإنجليزية: Bill Lansdowne)‏ هو لاعب كرة قدم بريطاني في مركز نصف الجناح، ولد في 9 نوفمبر 1935 في شورديتش ‏ في المملكة المتحدة. لعب مع وست هام يونايتد.

## وصلات خارجية
- بيل لانسداون على موقع قاعدة بيانات كرة القدم.إي يو (الإنجليزية)
- بيل لانسداون على موقع عالم كرة القدم.نت (الإنجليزية)